# Borsa del Kazakistan
La Borsa del Kazakistan è la borsa con sede ad Almaty in Kazakistan fondata nel 1993.